# فرانك بيرك (عسكري)
فرانك بيرك (بالإنجليزية: Frank Burke)‏ هو عسكري أمريكي، ولد في 29 سبتمبر 1918 في نيويورك في الولايات المتحدة، وتوفي في 6 سبتمبر 1988.